# Schuppenkopfgimpel
Der Schuppenkopfgimpel (Pyrrhula nipalensis), auch Nepalgimpel genannt, ist eine Art aus der Unterfamilie der Stieglitzartigen. Die Art kommt ausschließlich in Asien vor. Sie wird von der IUCN als eine Art eingestuft, deren Bestand nicht gefährdet (least concern) ist.

## Erscheinungsbild
Der Schuppenkopfgimpel erreicht eine Körperlänge von sechzehn bis siebzehn Zentimetern. Es besteht ein geringfügiger Geschlechtsdimorphismus. Die Weibchen sind insgesamt etwas blasser gefärbt und bei ihnen ist die namensgebende Schuppenzeichnung auf dem Kopf kaum sichtbar.
Das Männchen hat einen bläulich grauen Rücken, Kehle und Brust. Durch feine schwarze Säume entsteht auf dem Kopf eine schwarze Schuppenzeichnung. Unterhalb des Auges verläuft ein feiner weißer Streif. Die Bauchmitte und das Unterschwanzgefieder sind weiß. Die Flügeldecken sind bräunlich grau. Die Schwingen und Schwanzfedern sind bläulich schwarz, wobei die mittleren Schwanzfedern entlang der Federmitte weiße Streifen aufweisen. Die Augen sind schwarz. Der sehr kräftige Schnabel ist bleigrau. Die Füße sind braun.

## Lebensweise
Das Verbreitungsgebiet des Schuppenkopfgimpels ist sehr groß. Es reicht von Kaschmir über den Südosten Tibets bis in den Süden Chinas. Die Art kommt außerdem in den Gebirgen Malaysias und Taiwans vor. Der Lebensraum des Schuppenkopfgimpels sind Kiefern-, Tannen- und Eichenwälder. Er ist außerdem in Rhododendronbeständen anzutreffen. Das Nest wird nur vom Weibchen errichtet. Das Gelege umfasst zwei bis vier Eier. Es brütet nur das Weibchen. Die Brutdauer beträgt 13 Tage.

## Unterarten
Bisher sind fünf Unterarten bekannt:
- Pyrrhula nipalensis nipalensis Hodgson, 1836 kommt im Himalaya bis in den Nordosten Indiens vor.
- Pyrrhula nipalensis ricketti La Touche, 1905 ist von Nordosten Indiens und frm Norden Myanmars bis in den Südosten Chinas und den Nornwesten Vietnams verbreitet.
- Pyrrhula nipalensis victoriae Rippon, 1906	ist im Westen Myanmars verbreitet.
- Pyrrhula nipalensis waterstradti Hartert, E, 1902 kommt auf der Malaiischen Halbinsel vor.
- Pyrrhula nipalensis uchidai Kuroda, 1916 ist auf Taiwan verbreitet.

## Belege